# Dimorphinoctua pilifera
Dimorphinoctua pilifera là một loài bướm đêm trong họ Noctuidae.